# ハマアオスゲ
ハマアオスゲ Carex fibrillosaはカヤツリグサ科スゲ属の1種。海岸の砂地に生える小型の草で、匍匐枝を出す。いわゆるアオスゲのグループに属するが、古くから比較的はっきり区別できるものとして扱われてきた。

## 特徴
小柄な多年生の草本。束になって生じ、株立ちになるが、あまり大きなまとまりにはならない。また長い匍匐枝を伸ばし、群生を作る。花茎の高さはせいぜい10-30cmほど。葉は花茎より短く、幅2-3.5mmで質はやや硬くて厚みがあり、縁はざらつく。基部の鞘は褐色で著しく細かな繊維に分かれる。
花期は4-5月。花序の形としては頂小穂が雄性で、それ以外の雄小穂はない。側小穂は雌性。普通は頂小穂も側小穂も花茎の先端近くに集まって生じるが、まれにその根元から根生状に雌小穂を出すことがある。苞は短い鞘があり、葉身部は葉状に発達して2-8cmとなり、花序より長く伸びる。頂小穂は雄性で線柱形、長さ0.5-1.5cmあり、雄花鱗片は淡褐色で先端から短い芒が突き出す。側生の雌小穂は短柱形で長さ1-2cm。雌花鱗片は緑白色、果胞よりは短くて先端からは長い芒が出ている。果胞は卵形で長さ3-3.5mm、幅1.2-1.4mm、先端部は急に狭まって短い嘴状に突き出し、その先端の口は浅く凹む。また基部側は熟すと短い柄の形になる。厚い膜質で稜の間に8-10本の隆起した脈が走り、また全体に短い毛が密生している。痩果は果胞に密に包まれ、長卵形で長さ2-2.5mm、幅0.8-1mm、先端には小さな盤状の付属物がある。柱頭は3つに裂ける。

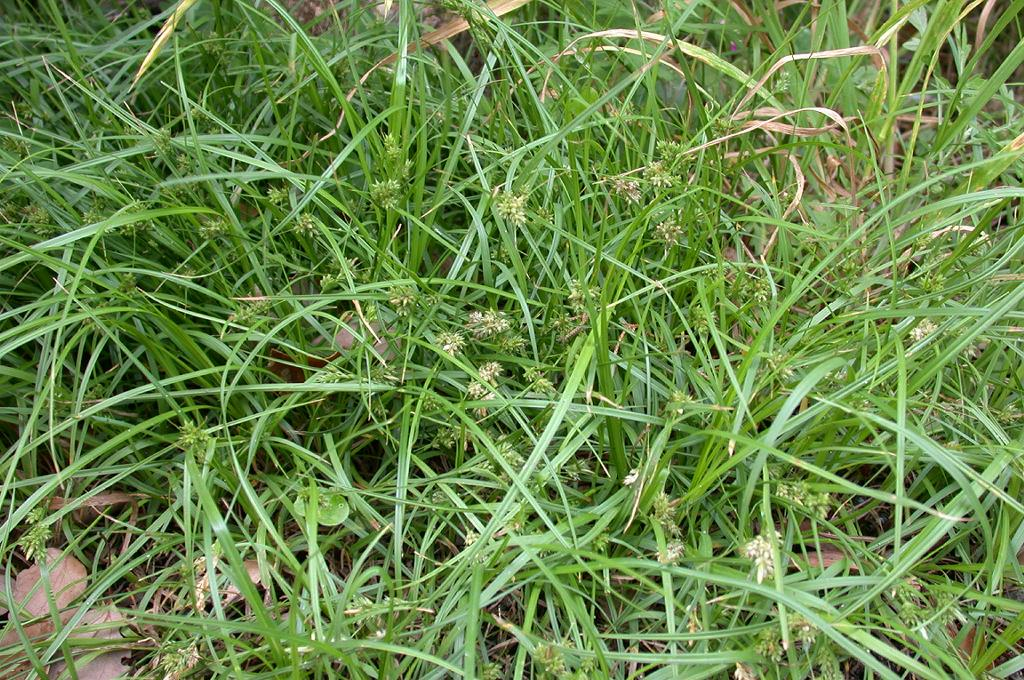
群落の様子
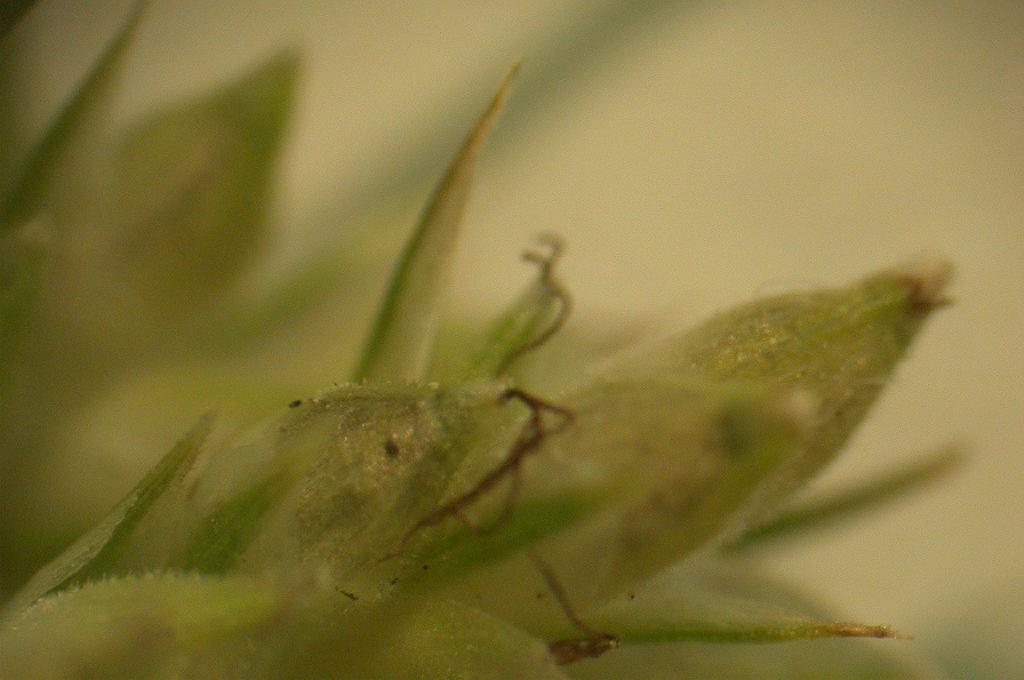
雌小穂の様子
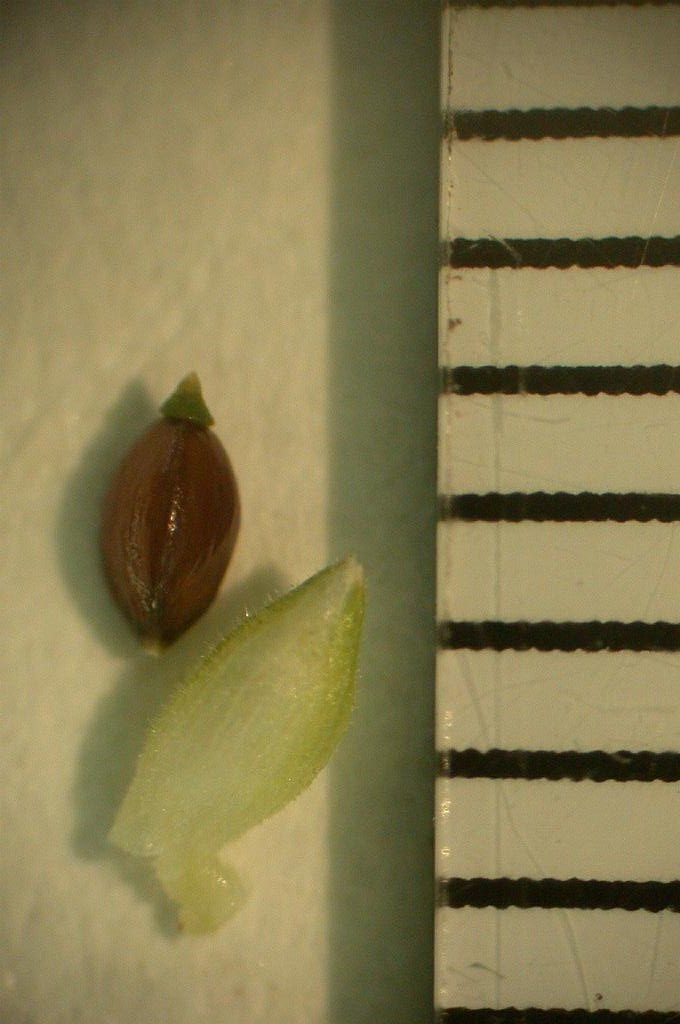
果胞と果実

## 分布と生育環境
本州、四国、九州と南西諸島、それに伊豆諸島から知られる。国外では朝鮮、台湾、中国より知られている。
海岸性で砂地に生え、砂浜やその背後の海岸林の砂地のところに生育する。

## 分類など
本種はいわゆるアオスゲ類の1つである。アオスゲは小柄なスゲ属としてごく普通種であり、様々な環境に出現するが、変異がとても多くその分類は長く混乱してきた。広く扱う方ではオーストラリアまでのものを単一の種として扱う説から、変異をそれぞれ独立種とする扱いまで多くの説が唱えられ、現在では細分する扱いが主流となっており、例えば勝山(2015)ではこの群に10種を認めている。そんな中、本種は比較的違いが明確なものと認められてきた。アオスゲ類をすべて1種内にまとめた北村他(1964)でも、本種は別種としては扱っていないながらも亜種としては認め、C. breviculmis subsp. fibrillosa としている。
本種の特徴としてはよく取り上げられるのが匍匐茎を出すことであるが、それ以外にも果胞にはっきりとした特長がある。他のアオスゲ類より一回り大きく、また太くて明瞭な脈が多数あること、毛が密生していること、それに熟すと黄白色になる点と熟した際に基部が柄状になる点を勝山(1993)は挙げており、他のものと区別できないような中間型などは見られないとしている。実際には他のアオスゲ類も果胞には毛があり、これはむしろこの類の特徴であり、それ以外の類似種とこの類を区別する目印になるものであるが、それらは本種に比べると毛が細かくて目立たない。
アオスゲ類で匍匐茎を伸ばすものとしては本種の他にイソアオスゲ C. meridiana があるが、上記にある本種の果胞の特徴が見られず、むしろアオスゲに近い点で区別できる。ヒメアオスゲ C. discoidea も匍匐枝を出すが、本種のように明瞭でよく発達したものではない。

## 保護の状況
環境省のレッドデータブックには取り上げられていない。県単位でも指定はないが、名古屋市などでは指定の動きがある。